# Stoltebüll
Stoltebüll (tiếng Đan Mạch: Stoltebøl) là một đô thị thuộc huyện Schleswig-Flensburg, trong bang Schleswig-Holstein, nước Đức. Đô thị Stoltebüll có diện tích 16,4 km², dân số thời điểm 31 tháng 12 năm 2006 là 821 người.